# Скоттсбург (Вірджинія)
Скоттсбург (англ. Scottsburg) — місто (англ. town) в США, в окрузі Галіфакс штату Вірджинія. Населення — 127 осіб (2020).

## Географія
Скоттсбург розташований за координатами 36°45′29″ пн. ш. 78°47′33″ зх. д. / 36.75806° пн. ш. 78.79250° зх. д. (36.758045, -78.792547). За даними Бюро перепису населення США в 2010 році місто мало площу 1,80 км², з яких 1,79 км² — суходіл та 0,01 км² — водойми. В 2017 році площа становила 1,93 км², з яких 1,92 км² — суходіл та 0,01 км² — водойми.

## Демографія

### Перепис 2010
Згідно з переписом 2010 року, у місті мешкало 119 осіб у 52 домогосподарствах у складі 34 родин. Густота населення становила 66 осіб/км². Було 63 помешкання (35/км²).
Расовий склад населення:
| - 89,1 % — білих - 10,9 % — чорних або афроамериканців |

До двох чи більше рас належало 0,0 %. Частка іспаномовних становила 6,7 % від усіх жителів.
За віковим діапазоном населення розподілялося таким чином: 18,5 % — особи молодші 18 років, 67,2 % — особи у віці 18—64 років, 14,3 % — особи у віці 65 років та старші. Медіана віку мешканця становила 43,1 року. На 100 осіб жіночої статі у місті припадало 133,3 чоловіків; на 100 жінок у віці від 18 років та старших — 125,6 чоловіків також старших 18 років.
Середній дохід на одне домашнє господарство становив 45 322 долари США (медіана — 38 125), а середній дохід на одну сім'ю — 58 966 доларів (медіана — 58 214). За межею бідності перебувало 10,8 % осіб, у тому числі 16,7 % дітей у віці до 18 років та 14,3 % осіб у віці 65 років та старших.
Цивільне працевлаштоване населення становило 64 особи. Основні галузі зайнятості: освіта, охорона здоров'я та соціальна допомога — 28,1 %, будівництво — 25,0 %, виробництво — 15,6 %, роздрібна торгівля — 10,9 %.

### Перепис 2000
За даними перепису 2000 року, в містечку проживало 145 осіб у 56 домогосподарствах у складі 39 родин. Густота населення становила 75,7 ос./км². Було 64 помешкання, середня густота яких становила 33,4/км². Расовий склад містечка: 80,69 % білих, 16,55 % афроамериканців, 2,76 % інших рас. Іспаномовні та латиноамериканці США незалежно від раси становили 6,21 % населення.
Із 56 домогосподарств 35,7 % мали дітей віком до 18 років, які жили з батьками;, 51,8 % були подружжями, які жили разом; 17,9 % мали господиню без чоловіка, і 28,6 % не були родинами. 26,8 % домогосподарства складалися з однієї особи, зокрема 10,7 % віком 65 і більше років. У середньому на домогосподарство припадало 2,59 мешканця, а середній розмір родини становив 3,13 особи.
Віковий склад населення: 30,3 % віком до 18 років, 6,2 % від 18 до 24; 29,7 % від 25 до 44; 21,4 % від 45 до 64; і 12,4 % — 65 років або старші. Середній вік жителів міста становив 34 роки. На кожні 100 жінок припадало 88,3 чоловіка. На кожні 100 жінок, віком від 18 років і старших, припадало 87,0 чоловіка.
Середній дохід домогосподарств у містечку становив $28 750, родин — $ 25 938. Середній дохід чоловіків становив $ 28 750 проти $ 24 583 у жінок. Дохід на душу населення в містечку був $ 15 289. Було 13.3 % родин та 10.7 % усього населення, які жили за межею бідності, серед яких — 8.9 % неповнолітніх та 19.0 % осіб віком від 64 і старших.